# Amphioplus titubantius
Amphioplus titubantius är en ormstjärneart som beskrevs av Cherbonnier och Guille 1978. Amphioplus titubantius ingår i släktet Amphioplus och familjen trådormstjärnor. Inga underarter finns listade i Catalogue of Life.